# Dynamicus
Dynamicus är en studentförening för Uppsala universitets personalvetare som bildades 1982.
Föreningen Dynamicus är en ideell studentförening för personalvetarstudenter vid Uppsala universitet.
Dynamicus främsta funktion är att verka som en kanal mellan studenter, universitet och näringsliv. Föreningens uppgift är att stärka relationen mellan näringsliv och studenter, att arbeta för en bättre utbildning samt att ordna sociala evenemang. Verksamheten bedrivs i sju utskott som bland annat omfattar kontakt med arbetslivet, utbildningsbevakning och sociala aktiviteter.
Föreningens enskilt största projekt är Personalvetarnas dag, PVD. Dagen har anordnats med olika teman sedan 1999 och haft stor attraktionskraft med 500–700 besökare varje år. Syftet med PVD är att anordna en kunskaps- och kontaktdag då tillfälle ges att skapa möten mellan studenter och arbetsliv.